# Ђауме II, гроф од Ургела
Ђауме II (Каталонски: Jaume II d'Urgell or Jaume el Dissortat Ђауме II Несрећни, на шпанском: Jaime II el desafortunado) (1380. – 1. јун 1433. године), био је гроф од Ургела (1408–1413), Виконт од Агера и господар Антилона, Алколеа де Синка и Фрага. Потомак млађег огранка династије Барселона и њен последњи мушки члан, био је центар опозиције династији Трастамара након што је наследила круну Арагона 1412. године.
Рођен у Балагеру био је син грофа Петра II од Ургела и грофице Маргарете Палеолог од Монферата, Џејмс II је наследио грофовију Ургел од свог оца 1408. године. У Валенсији 29. јуна 1407. године, оженио се Изабелом, ћерком краља Переа IV од Арагона, који га је 1408. године, именовао за заповедника војске краљевине Арагона.
Након смрти краља Мартина I Млађег, наследника арагонске круне, 1409. године, краљ је именовао грофа Џејмса II за генералног гувернера, што је гроф Џејмс II тумачио као да имплицира да је одређен за наследника. Међутим, након смрти краља 1410. године, гроф Џејмс II је био један од шест кандидата који су преузели трон. Наслеђивање по мушкој линији, како је прописано тестаментом краља Ђаумеа I од Арагона, дало би му круну, али је компромисом Каспе уместо њега изабран Фернандо I од Антекера.
Под утицајем своје мајке грофице Маргарете од Монферата и Антона де Луне, гроф Џејмс II од Ургела је одбио да призна Фернанда I као краља и подигао се оружјем против њега. Поражен код Кастелфлорита и Монтеарагона, гроф Џејмс II се склонио у замак Балагер који је био под опсадом краљевских трупа. Предао се 31. октобра 1413. године, и био је затворен у Теруелу, а затим у Хативи где је умро двадесет година касније.

## Породица
Гроф Џејмс II и грофица Изабела су имали:
- Изабела (1409–1430. године), удала се за Петра, војводу од Коимбре, 1428. године;[4]
- Елеонора (1414–1438. године), удала се за Рајмона Орсинија 1436. године;
- Жоана (1415–1455. године), удала се за Јована I, грофа од Фоа 1435. године, а затим се поново удала за Хуна Рамона Фола III де Кардона 1445. године; имали су троје деце, укључујући Хуана Рамона Фолка IV де Кардону, првог војводу од Кардоне;
- Филип, који је млад умро око 1422. године;
- Катарине, која је такође умрла млада, недуго после Филипа (око 1424 године).